# Vejice
Vejice so naselje v Občini Šentjur.